# Aerianismus
Aerianismus war eine theologische Position im 4. Jahrhundert, benannt nach ihrem Urheber Aerius, welche von Epiphanius und Augustinus verurteilt wurde.
Aerius war Priester zu Pontos unter dem arianischen Bischof Eustathius, von welchem er sich abspaltete unter Angabe von mutmaßlichem finanziellen Missbrauch.
Aerius lehrte, laut Epiphanius, das es keinen sakramentalen Unterschied zwischen Priestern und Bischöfen gibt, das man nicht Ostern bzw. Pascha feiern soll, das man nicht für die Verstorbenen beten soll und das die Kirche keine Fastenvorschriften geben darf.
Die Pascha Zelebration und das kirchlich organisierte Fasten wurden als jüdisches Brauchtum abgelehnt. Die Gebete für die Verstorbenen aber seien abzulehnen, da man sonst alle Sünden durch lebende Freunde auch nach dem Tod abbüßen könne.